# 史上最強の移動遊園地 ドリカムワンダーランド '91
『史上最強の移動遊園地 ドリカムワンダーランド '91』（しじょうさいきょうのいどうゆうえんち ドリカムワンダーランド ナインティーワン）は、DREAMS COME TRUEのライブビデオ。VHS・LD・βは1992年2月21日 、DVDは2000年12月6日発売。発売元はエピックレコードジャパン。

## 解説
- 初のアリーナツアーとなった、史上最強の移動遊園地 DREAMS COME TRUE WONDERLAND '91の模様を商品化。
- DREAMS COME TRUE初の映像作品。
- 曲の間に、過去にDREAMS COME TRUEがコンサートを行った渋谷周辺の会場を歩く「WALKIN' ON THE D・C・T ROAD」と、DREAMS COME TRUEと本公演にかかわったスタッフらが演じるドラマを収録。
- DVDには、特典映像として1989年のビデオコンサート「Hustle eZ」、「史上最強の移動遊園地 ドリカムワンダーランド '95★50万人のドリームキャッチャー」のTV-SPOT（15秒Ver.と30秒Ver.）、「WONDERLAND '91」のデータを収録。

## 収録曲
1. A theme of the WONDERLAND
2. Ring! Ring! Ring!
3. さよならを待ってる
4. Dance Medley
［自分勝手な夜〜MEDICINE〜IT'S TOO LATE〜カ・タ・ガ・キ］
5. 星空が映る海
6. うれしい！たのしい！大好き！
7. Eyes to me
8. 未来予想図 II